# Norvège au Concours Eurovision de la chanson 2017
La Norvège est l'un des quarante-deux pays participants du Concours Eurovision de la chanson 2017, qui se déroule à Kiev en Ukraine. Le pays est représenté par JOWST et Aleksander Walmann avec leur chanson Grab the Moment. Le pays termine 10e avec 158 points lors de la finale.

## Sélection
Le diffuseur norvégien confirme sa participation le 16 mai 2016. Il annonce plus tard que son représentant sera choisi via le Melodi Grand Prix 2017, qui se déroulera le 11 mars 2017.

### Format
La sélection se déroule en une soirée unique à laquelle dix artistes participent. Dans un premier temps, quatre chanteurs seront désignés via un vote combinant le télévote et un jury international pour participer à la superfinale. Lors de cette dernière, le vainqueur sera désigné parmi les quatre artistes restants par le télévote uniquement.

### Émission
- Qualifiés
- Vainqueur

| Finale | Finale                         | Finale                               | Finale   |   |         |        |          |
| #      | Artiste                        | Chanson                              | Résultat |   |         |        |          |
| ------ | ------------------------------ | ------------------------------------ | -------- | - | ------- | ------ | -------- |
| #      | Artiste                        | Chanson                              | Résultat | 1 | Ulrikke | Places | Qualifié |
| 2      | Jenny Augusta                  | I Go Where You Go                    | Éliminé  |   |         |        |          |
| 3      | Rune Rudberg Band              | Run Run Away                         | Éliminé  |   |         |        |          |
| 4      | Jowst feat. Aleksander Walmann | Grab The Moment                      | Qualifié |   |         |        |          |
| 5      | Kristian Valen                 | You & I                              | Éliminé  |   |         |        |          |
| 6      | In Fusion                      | Nothing Ever Knocked Us Over         | Éliminé  |   |         |        |          |
| 7      | Amina Sewali                   | Mesterverk                           | Éliminé  |   |         |        |          |
| 8      | Ammunition                     | Wrecking Crew                        | Qualifié |   |         |        |          |
| 9      | Elin & The Woods               | First Step in Faith (Oadjebasvuhtii) | Qualifié |   |         |        |          |
| 10     | Ella                           | Mamma's Boy                          | Éliminé  |   |         |        |          |

| Superfinale | Superfinale                    | Superfinale                          | Superfinale | Superfinale |
| #           | Artiste                        | Chanson                              | Télévote    | Place       |
| ----------- | ------------------------------ | ------------------------------------ | ----------- | ----------- |
| 1           | Jowst feat. Aleksander Walmann | Grab The Moment                      | 46 064      | 1           |
| 2           | Ulrikke                        | Places                               | 12 662      | 4           |
| 3           | Elin & The Woods               | First Step in Faith (Oadjebasvuhtii) | 28 591      | 3           |
| 4           | Ammunition                     | Wrecking Crew                        | 40 128      | 2           |

## À l'Eurovision
La Norvège participe à la deuxième demi-finale, le 11 mai 2017. Arrivé 5e avec 189 points, le pays se qualifie pour la finale du 13 mai 2017, où il termine 10e avec 158 points.